# Andrew David Gray
Andrew David Gray (Harrogate, 15 novembre 1977) è un ex calciatore scozzese, di ruolo attaccante.
Anche suo padre Frank è stato un calciatore.

## Carriera

### Club
Ha sempre giocato in Inghilterra, dalla prima alla quarta serie.

### Nazionale
Nel 2003 ha giocato 2 partite con la nazionale scozzese.